# Наус
На́ус — погребальное сооружение из глины, кирпича или камня, возводившееся за пределами поселения. Слово восходит к трудам арабских средневековых историков и географов, которые называли наусами любые немусульманские погребальные сооружения, особенно в Средней и Передней Азии. Наиболее ранний образец науса — мавзолей за стенами городища Ай-Ханум (Бактрия). Наусы утратили своё значение в Средней Азии после арабского завоевания и утверждения ислама.